# Jimmy Bloomfield
Pour les articles homonymes, voir Bloomfield.
James Henry « Jimmy » Bloomfield est un footballeur anglais né le 15 février 1934 à Notting Hill, North Kensington, Londres, mort le 3 avril 1983.
Son neveu, Ray Bloomfield, est également footballeur.

## Carrière de joueur
- 1952-1954 : Brentford FC  Angleterre
- 1954-1960 : Arsenal FC  Angleterre
- 1960-1964 : Birmingham City  Angleterre
- 1964-1965 : Brentford FC  Angleterre
- 1965-1966 : West Ham United  Angleterre
- 1966-1968 : Plymouth Argyle  Angleterre

## Carrière d'entraîneur
- 1968–1971 : Leyton Orient  Angleterre (entraîneur - joueur)
- 1971–1977 : Leicester City  Angleterre
- 1977–1981 : Leyton Orient  Angleterre

## Palmarès de joueur
- Vainqueur de la League Cup en 1963 avec Birmingham
- Finaliste de la Coupe des villes de foires en 1961 avec Birmingham